# Sébastien Ruby
Pour les articles homonymes, voir Ruby (homonymie).
Sébastien Ruby, né le 25 mars 1755 à Villedieu (Indre) et mort le 1er mars 1809 à Saint-Maur (Indre), est un général français de la Révolution et de l’Empire.

## États de service
Il entre en service le 3 février 1775, comme soldat au 41e régiment d’infanterie. Il devient caporal le 1er avril 1780, sergent le 2 juin 1781, et sergent-major le 4 juin 1785.
Le 26 octobre 1791, il est nommé capitaine au 1er bataillon de volontaires de l’Indre, et le 19 janvier 1792, il passe adjudant-major. Le 1er novembre 1793, il prend le commandement de son bataillon, puis, après le premier amalgame, de la 54e demi-brigade d’infanterie le 7 avril 1794. Il est nommé chef de brigade provisoire sur le champ de bataille de Friedberg le 24 août 1796, et il est confirmé dans son grade le 1er septembre suivant, au 89e régiment d’infanterie de ligne.
Il participe à la prise de Soleure le 2 mars 1798, et de Berne le 5 mars suivant. Il est promu général de brigade le 23 mars 1798, et il conserve le commandement de son régiment jusqu’au 4 octobre 1798, date de son affectation à l’état-major général de l’armée du Danube. Le 2 décembre 1799, il sert dans la 9e division militaire, comme commandant du département de l’Ardèche. Le 29 juillet 1802, il commande le département de la Dordogne, puis le 23 septembre suivant, celui de l’Indre. Il est fait chevalier de la Légion d’honneur le 11 décembre 1803, et commandeur de l’ordre le 14 juin 1804.
Le 22 septembre 1806, il est affecté à l’armée du Nord, dans le corps d’armée du maréchal Mortier, et le 1er avril 1807, il prend le commandement de la 3e brigade de la 2e division d’infanterie du 8e corps de la Grande Armée. Le 1er décembre 1807, il est muté au corps d’observation de l’armée des côtes de l’Océan, et il est admis à la retraite le 19 octobre 1808.
Il meurt le 1er mars 1809 au château de Von, qu'il avait fait construire à Saint-Maur, près de Châteauroux. Il est enterré au cimetière de Saint-Maur ; sa tombe a été restaurée en 2017.